# Ciuntești, Arad
Ciuntești este un sat în comuna Craiva din județul Arad, Crișana, România.
În satul Ciuntești, pe "Dâmbul bisericii" în care s-au găsit și urme neolitice 2500 – 1700 i.e.n.) tronează biserica de lemn ortodoxă, realizare caracteristică artei populare românești.
Mica biserică lungă doar de 13 m și lată de 5 m, având forma unei corăbii, a fost construită pe la 1780 din lemn de gorun lucrat cu toporul.
Acoperișul este din șindrilă. Turnul e tot din lemn, în formă de prismă.
În interior întreaga biserică este pictată, inclusiv tavanul boltit, cu splendide picturi în stil bizantin, realizate pe lemn de tei sau pe pânză lipită pe scânduri. Ea aparține unor meșteri populari, anonimi, care au trăit aproape acum două secole.
Pictura se impune prin naturalețea figurilor, finețea decorurilor geometrice, care încadrează scenele biblice și folosirea unei palete alese de culori.
De la Beliu drumurile comunale 10 și 13, cu numeroasele lor bifurcări pe parcurs, ne poartă în frumoasa Depresiune a Hășmașului. Dealuri prelungi, uneori abrupte, săpate de văi venite de sub stâncile Codrului, și mici câmpuri locale, acoperă zona depresionară.
La Botfei, Prisaca, Groșeni, Ciuntești sau Urvișu de Beliu, dealurile se alipesc povârnișului montan care delimitează această zona înspre est.

## Galerie de imagini

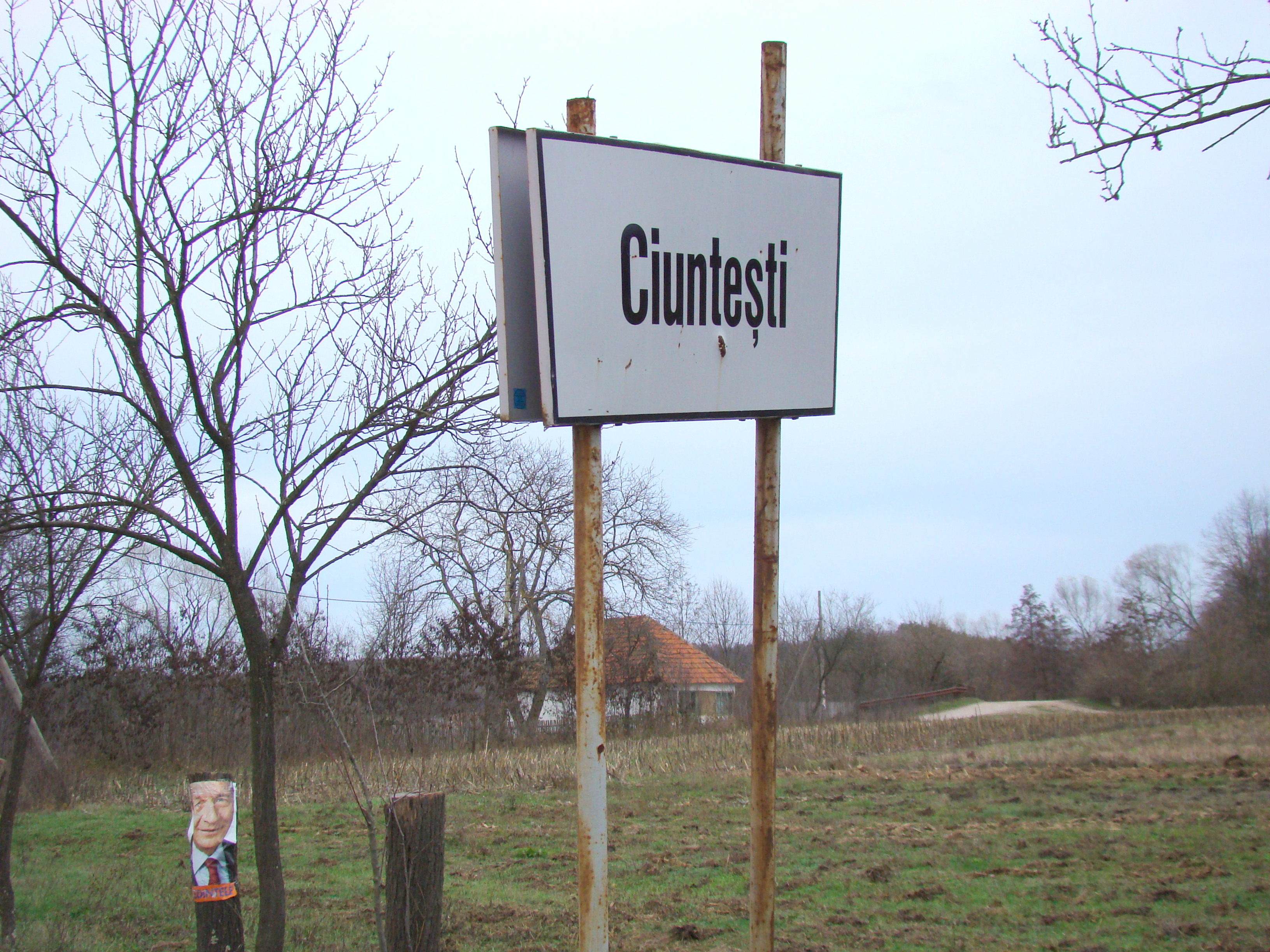
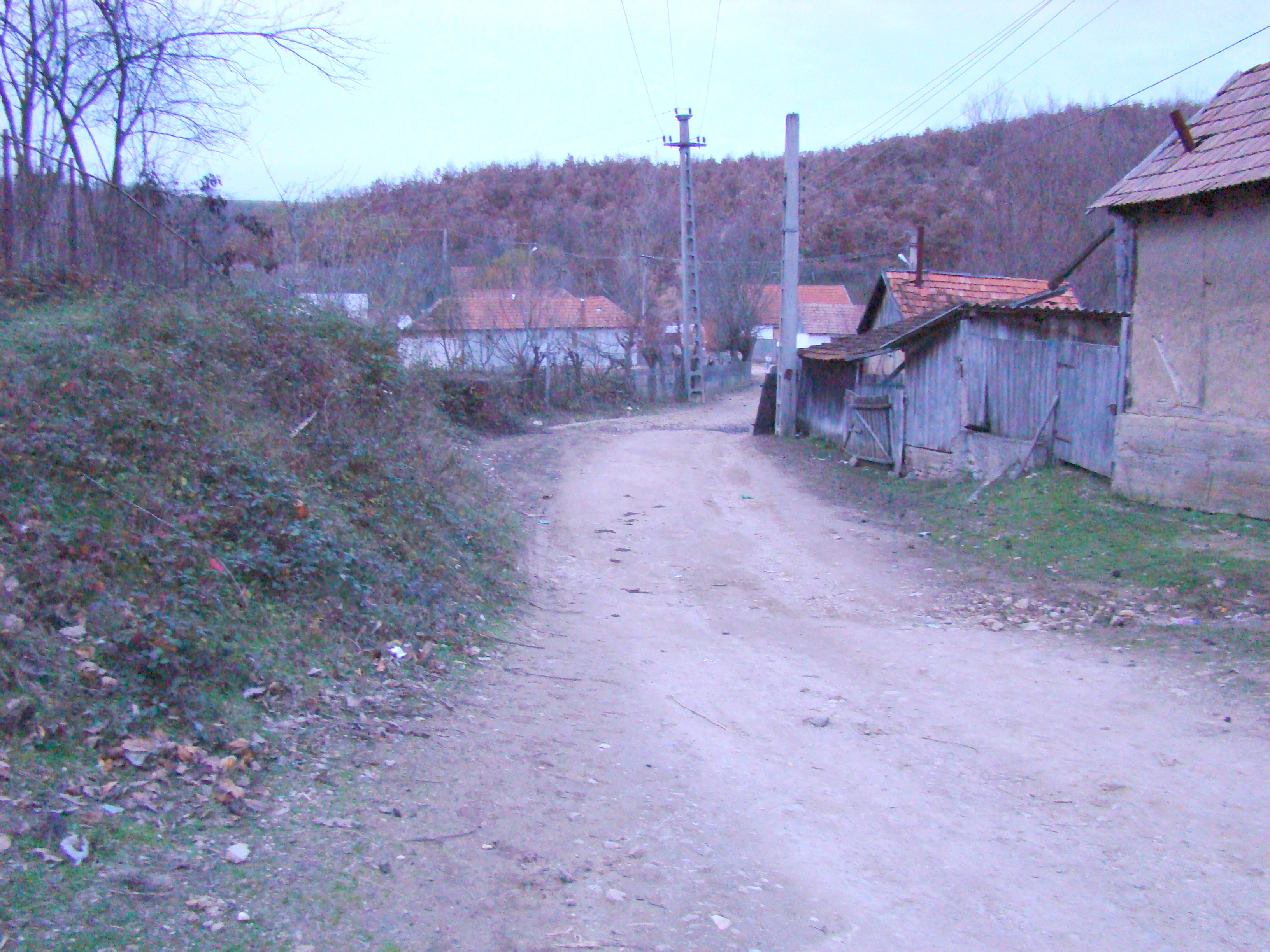
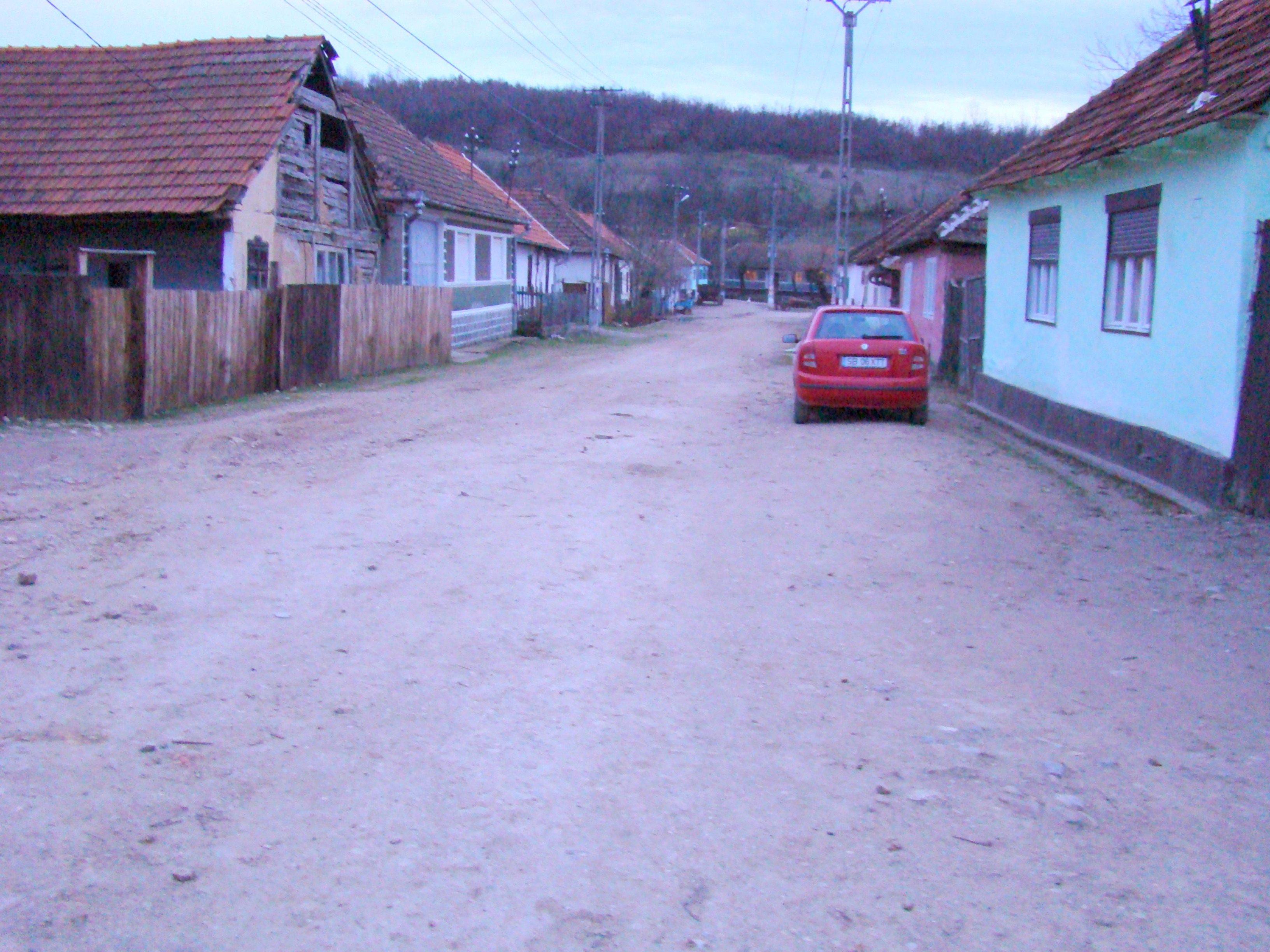

## Vezi și
- Biserica de lemn din Ciuntești